# After the Rain
After the Rain是由兩位日本男性組成的音樂組合，所屬唱片公司為NBC環球娛樂。簡稱「AtR」、「ATR」，亦有譯作「雨後」。

## 成員
そらる（SORARU）
負責聲樂＆混音・後期母帶處理。1988年11月3日出生，身高176公分，出生於宮城縣、血型為O型、代表色為藍色。喜好是電玩遊戲，時常會開遊戲實況。因為膚色很白所以綽號被取為「はんぺん」（半片又稱魚餅或魚糕，一種魚漿製品。），後來甚至有被畫成插圖作為原創角色販賣。
まふまふ（Mafumafu）
負責聲樂＆作詞作曲編曲。1991年10月18日出生，身高178公分，血型為AB型，代表色為白色。插圖大多是畫成「白髮＆左邊臉頰附上條碼」。有個叫做まふてる的守護神，以晴天娃娃為基本外型。

## 概要簡歷
- 在影片分享網站上投稿的歌手そらる和まふまふ在2016年1月8日組成的團體的正式團名。在那之前是以「そらる×まふまふ」（通稱：そらいろまふらー (空色圍巾)）的名義上傳合作動畫・合作廣播劇「ひきこもらないラジオ (不家裡蹲Radio)」、發行同人專輯『アフターレインクエスト』『プレリズムアーチ』等。樂曲的製作分配是由兩人的分工合作完成，そらる負責聲樂＆混音・後期母帶處理，まふまふ負責聲樂＆作詞作曲編曲。另外，Live的演出及周邊商品也是由兩人主導。
- 名字的由來是「即使我們有很多的悲傷事和心酸事，也希望今後能在"雨"後的世界邁進。」[1]
- 在正式公佈團名之前，就在2015年冬天的名古屋・大阪・福岡・東京舉辦過「After the Rain -WINTER TOUR 2015-」巡迴演唱會。
- 於兩國國技館7月16日・17日兩天舉辦的單獨演唱會「After the Rain (そらる×まふまふ) 両国国技館2016 ～モーニンググロウ アフターグロウ～」，吸引了12000人前來參加。
- 在2016年愚人節這天，After the Rain的官網上開了個由そらるこちゃん（そらる）和まふゆちゃん（まふまふ）組合的「魔法少女あふた～ざ☆れいん」的玩笑，可是在一天內引起了造成流量塞爆般的巨大反響，因此決定發售『魔法少女あふた～ざ☆れいん ミラクルBOX』。（在「After the Rain両国国技館2016」的演唱會上販售且銷售一空。）
- 在2016年4月13日發售的『クロクレストストーリー』，以第一張專輯排進了Oricon年間排行榜（日语：オリコン年間ランキング）的前100名[2]。
- 和2015年一樣，2016年冬天的單獨演唱會「After the Rain TOUR 2016 -WINTER GARDEN-」在札幌・大阪・名古屋・東京舉行。※由於そらる身體不適，因此東京的公演決定延期至2月23日舉行[3]。
- 延續2016年，2017年的愚人節以「魔法少女あふた〜ざ☆れいん」再度發表了兩人變成的女孩子的新曲。
- 在2017年4月12日，以同時發售動畫主題曲『解読不能』『アンチクロックワイズ』兩首單曲的形式出道[4]。在Oricon的單曲周刊排名4月24號上，『アンチクロックワイズ』得到了第3名、『解読不能』得到第4名的壯舉[5]。
- 於2017年8月9日・10日的日本武道館上舉辦單獨演唱會「After the Rain 日本武道館2017 -Clockwise / Anti-Clockwise -」[6]。
- 於2018年8月7日．8日在さいたまスーパーアリーナ舉辦單獨演唱會「After the Rain さいたまスーパーアリーナ2018 -雨乞いの宴/晴乞いの宴-」[7]。
- 於2018年9月5日發售睽違兩年五個月的第二張專輯イザナワレトラベラー[8]。並在Oricon專輯週間排行榜得到了銷售量第二名的佳績[9]。並且得到了金唱片認定[10]。
- 於2020年11月7日舉辦第一次線上演唱會。
- 在2021年12月18日舉辦第二次全世界配信的線上演唱會，並且開放聽眾點歌，結果會於11月公布且在演唱會上演出。[11]

## 音樂作品
最高排名以Oricon公信榜為評判標準。

### 同人專輯
1st及2nd為「そらる×まふまふ」名義，3rd為「After the Rain」名義

### 商業合作曲
| 樂曲                   | 商業合作                                     | 時期   |
| ---------------------- | -------------------------------------------- | ------ |
| セカイシックに少年少女 | 朝日放送 ABC地方電視劇 《チア☆ドル」》片尾曲 | 2015年 |
| アイスリープウェル     | 朝日電視台系全國放送《musicるTV》4月度片頭曲 | 2016年 |
| 解読不能               | NHK綜合頻道 電視動畫《阿童木起源》片頭曲     | 2017年 |
| アンチクロックワイズ   | TBS・BS-TBS 動畫《時鐘機關之星》片尾曲       | 2017年 |
| 1・2・3                | 電視動畫《寶可夢 旅途》片頭曲                | 2019年 |

## 媒體

### 電視
- musicるTV（2016年5月2日，朝日電視台系列）

### 雜誌
- 歌ってみたの本 May 2016（2016年4月1日、KADOKAWA）ISBN 978-4047340879
- click clap!! 2016年5月号 Vol.9（2016年3月19日、Greenwich Creative Management）
- click clap!! 2016年11月号 Vol.12（2016年9月20日、Greenwich Creative Management）
- 歌ってみたの本 September 2016（2016年8月1日、KADOKAWA）ISBN 978-4047342620
- 歌ってみたの本 May 2017（2017年4月1日、KADOKAWA）ISBN 978-4047345683

## 魔法少女あふた～ざ☆れいん
在2016年的愚人節那天，After the Rain的官網上登場的謎之美少女組合。使用插畫家いずみゆひな所繪的插畫。和After the Rain的相關性不明。
有個「魔法少女あふた～ざ☆れいんCDデビュー」的標題，只要按下After the Rain官方首頁的觀看按鈕，就能聽到新曲「恋の魔法はメロルリラ」的副歌。因為這件事，在一天內引起了造成流量塞爆般的巨大反響。另外，收錄了「恋の魔法はメロルリラ」完整版和全新繪製新曲「かえるちゃん」的『魔法少女あふた～ざ☆れいん ミラクルBOX』，於2016年7月16日・17日的「After the Rain両国国技館2016」的Live會場先行發售，也在同年7月27日安利美特限量發售。2017年愚人節再度來臨，公開了新曲「四季折々に揺蕩いて」的副歌。

### 成員
まふゆちゃん
擔當魔法少女あふた～ざ☆れいん的樂曲。代表色為白色、粉紅色。是個有著飄逸的白長髮，和まふまふ貼著同樣條碼的少女。口頭禪是「はわわ」「～なのー。」。
そらるこちゃん
魔法少女あふた～ざ☆れいん的成員之一。代表色為黑色、藍色。是個有著藍黑色直長髮，和そらる一樣睡眼的寡言少女。雖然和まふゆちゃん的聲音很相似，但そらるこちゃん的聲音多少比較沙啞。

### 音樂作品
| 序列 | 標題                                  | 規格 | 規格編號  | 備註               |
| ---- | ------------------------------------- | ---- | --------- | ------------------ |
| 1st  | 魔法少女あふた〜ざ☆れいん ミラクルBOX | CD   | GNCT-0023 | 附透明文件夾・胸章 |

## 出典
1. ↑  .   [2017-05-27]. （原始内容存档于2017-03-29）.
2. ↑  .   [2017-05-27]. （原始内容存档于2017-08-23）.
3. ↑  .   [2017-05-27]. （原始内容存档于2017-04-25）.
4. ↑  .   [2017-05-27]. （原始内容存档于2017-03-27）.
5. ↑  .   [2017-05-27]. （原始内容存档于2017-04-24）.
6. ↑  .   [2017-05-27]. （原始内容存档于2017-05-13）.
7. ↑  .   [2019-01-14]. （原始内容存档于2018-07-01）.
8. ↑  .   [2019-01-14]. （原始内容存档于2019-01-14）.
9. ↑  .   [2019-01-14]. （原始内容存档于2019-04-02）.
10. ↑  .   [2019年1月14日]. （原始内容存档于2019年2月15日）.
11. ↑  . 2021-10-16. （原始内容存档于2021-12-18） （日语）.
12. ↑  .   [2017-07-01]. （原始内容存档于2018-04-14）.

## 外部連結
- After the Rain(そらる×まふまふ) NBCUniversal OFFICIAL SITE（页面存档备份，存于）
- After the Rain 日本武道館2017（页面存档备份，存于）
- After the Rain Official Channel（页面存档备份，存于） - 官方YouTube頻道
- After the Rain的X（前Twitter）
- そらる的X（前Twitter）
- まふまふ的X（前Twitter）